# نقص هرمون النمو
نقص هرمون النمو هو حالة طبية تنتج عن عدم إفراز هرمون النمو بشكل كافي. بشكل عام يكون العرض الأبرز هو قصر القامة. في الأطفال حديثي الولادة قد يكون هناك نقص سكر الدم أو صغر في حجم القضيب. في البالغين قد يكون هناك نقص في الكتلة العضلية، أو فرط كوليسترول الدم، أو نقص في كثافة العظام.
قد يكون نقص هرمون النمو موجودًا عن الولادة (عيب خلقي) أو قد يحدث لاحقًا. تشمل الأسباب أسبابًا وراثية، أو رضة، أو عدوى، أو ورم، أو علاج بالأشعة. الجينات التي قد تكون مسؤولة عن ذلك الخلل تشمل GH1، أو GHRHR، أو BTK. لا يوجد سبب واضح في ثلث الحالات. بشكل عام فإن آلية حدوث الخلل تشمل حدوث مشاكل في الغدة النخامية. تكون بعض الحالات مصحوبة بنقص هرمونات الغدة النخامية الأخرى، فيما يعرف بقصور النخامية. يعشمل التشخيص اختبارات للدم لقياس مستويات هرمون النمو.
العلاج هو بديل هرمون النمو. نسبة وقوع الحالات غير معلومة. تتم ملاحظة معظم الحالات في الأطفال. يقدَّر تأثير العامل الجيني بحوالي 1 لكل 7000 شخص. تحدث معظم الأنواع بالتساوي بين الذكور والإناث رغم أنه يتم تشخيص الذكور أكثر.

## العلامات والأعراض

### الأطفال
النقص الشديد لهرمون النمو قبل الولادة، كما يحدث في حالات قصور النخامية الخلقي، له تأثير ضئيل على نمو الجنين. مع ذلك، نقص الهرمون الخلقي أو قبل الولادة يمكن أن ينقص من حجم القضيب في الذكور، بالأخص حين تكون الغونادوتروبينات ناقصة كذلك. إلى جانب القضيب الصغير في الذكور، قد تحدث عواقب إضافية للنقص الشديد في الأيام الأولى بعد الولادة وتشمل نقص سكر الدم ويرقان مبالغ فيه (فرط بيليروبين الدم المباشر وغير المباشر).
حتى النقص الخلقي لهرمون النمو لا يفسد نمو الطول إلا بعد الأشهر القليلة الأولى بعد الولادة. منذ أواخر العام الأول وحتى منتصف المراهقة، يكون النمو الضعيف و/أو قصر القامة هو السمة المميزة لنقص هرمون النمو في الأطفال. لا يؤثر نقص هرمون النمو بشدة على النمو مقارنة بحالات قصور الدرقية إذا لم تتم معالجتها، إلا أن النمو يكون بنصف السرعة المعتادة بالنسبة لسن الطفل. ويميل نقص الهرمون لأن يكون مصحوبًا بنقص في النضوج الجسدي ولذلك قد يكون البلوغ والعمر العظمي متأخرًا للغاية. حين يكون النقص الشديد في هرمون النمو موجودًا منذ الولادة ولم تتم معالجته مطلقًا، قد يكون طول الشخص البالغ قصيرًا لحد 122-165 سم (48-65 يوصة).
يؤدي النقص الشديد لهرمون النمو في بداية الطفولة إلى بطء التطور العضلي، وبالتالي تصبح المعالم الحركية الكبرى أثناء تطوره متأخرة كالوقوف، والمشي، والقفز. يتأثر تركيب الجسم (أي الكمية النسبية للعظم والعضل والدهون) في العديد من الأطفال ذوي النقص الشديد، حتى أن البدانة البسيطة للمتوسطة تكون شائعة (رغم أن نقص هرمون النمو نادرا ما يسبب سمنة مفرطة). بعض الأطفال لديهم ملامح مميزة للوجه الملائكي تتميز بنقص تنسج الفك العلوي وبروز الجبهة.

تشمل التأثيرات الأخرى في الأطفال نمو الشعر بشكل متناثر، وتراجع خط الشعر الأمامي، والتواء الشعر، وتقصف الشعر العقدي.:501

### البالغون
تشمل التأثيرات المتعارف عليها:[بحاجة لمصدر أفضل]
- زيادة 5 ألفا المختزلة
- نقص البروتين الرابط للهرمونات الجنسية
- نقص كتلة وقوة العضلات
- الصلع في الرجال
- هشاشة العظام
- نقص الطاقة والخمول
- صعوبة التركيز أوفقدان الذاكرة
- زيادة الدهون في الجسم، بالأخص حول محيط الخصر
- اختلالات الدهون، بالأخص زيادة البروتين الدهني منخفض الكثافة
- زيادة مستويات الفيبرينوجين ومثبط منشط البلازمينوجين
- قصور القلب

## الأسباب
عادة لا يوجد سبب واضح لنقص هرمون النمو في الأطفال (مجهول السبب)، أما نقص هرمون النمو حين يبدأ في الكبار فيرجع غالبا لأورام الغدة النخامية وعلاجها أو بسبب العلاج بالأشعة للجمجمة. قائمة أكثر اكتمالا بالأسباب تشمل:
- طفرات في جينات محددة (مثل، GHRHR، GH1)
- أمراض خلقية مثل متلازمة برادر - فيلي، أو متلازمة ترنر.[7]
- عيوب خلقية تشمل الغدة النخامية (مثل، خلل التنسج الحاجزي-البصري، أو انتباذ النخامية الخلفية)
- قصور كلوي مزمن.[8]
- أورام الدماغ في أو بالقرب من السرج التركي، بالأخص الورم القحفي البلعومي
- تلف الغدة النخامية نتيجة العلاج بالأشعة للرأس (كما في ابيضاض الدم أو أورام المخ)، أو نتيجة للجراحة، أو الرضة، أو مرض دماغي (مثل، استسقاء الرأس)
- التهاب مناعي ذاتي (التهاب الغدة النخامية)
- احتشاء الغدة نتيجة نقص التروية أو النزف بسبب انخفاض ضغط الدم (متلازمة شيهان) أو سكتة نخامية

توجد مجموعة متنوعة من الأمراض النادرة التي تشبه نقص هرمون النمو، بما في ذلك قصور النمو في الأطفال، ومظهر الوجه، وتأخر العمر العظمي، ونقص عامل النمو شبيه الانسولين-1. مع ذلك، فإن قياس مستوى هرمون النمو في الدم يكشف مستوى طبيعي أو مرتفع للهرمون، ما يعني أن المشكلة ليست بسبب نقص هرمون النمو وإنما بسبب نقص الحساسية للهرمون. عدم الاستجابة للهرمون تسمى متلازمة لارون، إلا أنه خلال الأعوام الـ15 الأخيرة ظهرت أنواع مختلفة عديدة من مقاونة هرمون النمو.

## الفسيولوجيا المرضية
كلما يشيخ الشخص البالغ، من الطبيعي أن يقل بالتدريج إفراز الغدة النخامية من هرمون النمو والهرمونات الأخرى، بالأخص الهرمونات التناسلية. يفرق الأطباء بين النقص الطبيعي في مستويات هرمون النمو الذي يحدث مع السن، والنقص الحقيقي في مستوى الهرمون الذي يكون أقل بكثير. مثل ذلك النقص دائما يكون له سبب واضح، ومن النادر أن يكون مجهول السبب. يؤدي هرمون النمو وظائفه في البالغين ليحافظ على الكتلة العضلية والعظمية والقوة، كما له تأثيرات غير مفهومة على الإدراك والحالة المزاجية.

## التشخيص
رغم أن هرمون النمو يمكن قياسه بسهولة في الدم، إلا أن اختبارات نقص هرمون النمو مقيدة بحقيقة أن المستوى بالكاد لا يمكن اكتشافه أغلب اليوم. هذا يجعل قياس عينة لهرمون النمو في عينة دم واحدة غير مفيد لاكتشاف نقص الهرمون. لذلك يستخدم الأطباء مزيج من المعايير المباشرة وغير المباشرة لتقييم نقص هرمون النمو، وتشمل:
- معايير النمو (تعرف بقياسات الجسم)
- المعايير الهرمونية غير المباشرة (مستوى عامل النمو شبيه الانسولين-1 في عينة دم واحدة)
- المعايير الهرمونية المباشرة (قياس هرمون النمو في عينات دم متعددة لتحديد نمط الإفراز أو الاستجابة للاختبارات التحفيزية)، بالأخص:
  - تكرار وشدة أقل من الطبيعي لذروة إفراز هرمون النمو عند أخذ عينات على مدى عدة ساعات
  - إفراز أقل من الطبيعي استجابةً لعاملَيْن محفزين على الأقل
  - زيادة مستوى عامل النمو شبيه الانسولين-1 بعد أيام قليلة من العلاج بهرمون النمو
- الاستجابة للعلاج بهرمون النمو
- أدلة مساندة على خلل الغدة النخامية

«الاختبارات الاستثارية» تشمل إعطاء جرعة من مادة تستثير الغدة النخامية لإفراز دفعة من هرمون النمو. يتم إعطاء المادة عبر الوريد مع سحب عينات دم صغيرة كل 15 دقيقة خلال الساعة التالية لتحديد إذا ما حدث ارتفاع في مستوى هرمون النمو. تشمل المواد التي تستخدم في تحفيز وقياس إفراز هرمون النمو أرجنين، وليفودوبا، وكلونيدين، وأدرينالين، وبروبرانولول، وجلوكاجون، وإنسولين.
نقص هرمون النمو الشديد في الأطفال يمتلك أيضًا الخصائص التالية:
- الطول النسبي أقل بكثير من المتوقع لأطوال الأسرة، على الرغم من أن هذه الخاصية قد لا تكون موجودة في حالة نقص هرمون النمو المرتبط بالأسرة
- سرعة نمو أقل من الطبيعي
- تأخر النضوج الجسدي
- نقص العمر العظمي
- نقص مستوى عامل النمو شبيه الانسولين-1، و2، والبروتين الرابط لعامل النمو شبيه الانسولين
- زيادة سرعة النمو بعد شهور قليلة من العلاج بهرمون النمو

في الطفولة والبلوغ، يبحث الطبيب عن تلك الملامح المصحوبة بدليل سندي على قصور النخامية مثل نقص هرمونات النخامية الأخرى، أو خلل في تركيب الغدة النخامية.

### التصنيف
يمكن أن يكون نقص هرمون النمو خلقيًا أو مكتسبًا في الطفولة أو بعد البلوغ. ويمكن أن يكون النقص جزئي أو كامل. وغالبا ما يكون دائم، ولكنه قد يكون مؤقتًا أحيانا. يمكن كذلك أن يحدث نقص هرمون النمو وحيدا أو أن يكون مصحوبًا بنقص هرمونات الغدة النخامية الأخرى.
يستخدم مصطلح قصور النخامية غالبا بالتبادل مع نقص هرمون النمو ولكنه يشير في الأغلب إلى نقص هرمون النمو مع نقص هرمون آخر على الأقل من هرمونات الغدة النخامية الأمامية. حين يكون نقص هرمون النمو مصحوبا بنقص في هرمونات النخامية الخلفية (غالبا مرض السكري الكاذب) يطلق عليها اسم قصور النخامية الشامل.

## العلاج
تتم معالجة نقص هرمون النمو عن طريق تعويض هرمون النمو بحقن يومية تحت الجلد أو في العضل. حتى عام 1985، كان يتم استخلاص هرمون النمو للعلاج من الغدد النخامية البشرية عند تشريح الجثث. منذ 1985، تم تصنيع هرمون نمو معاد التركيب، وهو شكل صناعي من هرمون النمو البشري يتم إنتاجه بواسطة الهندسة الوراثية في البكتيريا.

### الأطفال
لا ينصح بالعلاج بهرمون النمو للأطفال الذين لا ينمون رغم وجود مستويات طبيعية من هرمون النمو، وفيالمملكة المتحدة لا يرخص استخدامه لهذا الغرض. الأطفال الذين يحتاجون العلاج بهرمون النمو يحصلون على حقنة يوميًا من هرمون النمو. أغلب أطباء الغدد الصماء للأطفال يراقبون النمو ويعدلون الجرعة كل 3-6 شهور وتتضمن العديد من الزيارات اختبارات دم وأشعة سينية. يمتد العلاج عادة طالما ينمو الطفل، وقد يوصى بالاستمرار مدى الحياة لمن يعانون من نقص شديد. تشمل مواقع الحقن العضلة ذات الرأسين العضدية، والفخذ، والأرداف، والبطن. ويجب المداورة بين تلك المواقع يوميا لتجنب الضمور الشحمي. العلاج عالي ويكلف حوالي 10,000-40,000 دولار سنويا في الولايات المتحدة.

### البالغون
لا ينصح بإعطاء تعزيزات من هرمون النمو للنقص الفسيولوجي في إفراز الهرمون المتعلق بالسن. قد يكون مناسبا في المرضى الذين تم تشحيصهم بنقص عند البلوغ، حيث يتم إعطاء جرعة أسبوعية حوالي 25% من التي يتم إعطاؤها للأطفال. يتم إعطاء جرعات أقل في المرضى كبار السن لتقليل فرص حدوث آثار جانبية.
في العديد من الدول، بما في ذلك بريطانيا، الرأي الأغلب بين أطباء الغدد الصم هو أن فشل العلاج في توفير أي فوائد ملموسة وواضحة من حيث النتيجة يعني أن العلاج لا يوصى به لكل البالغين المصابين بنقص شديد في هرمون النمو، وتقترح القواعد الإرشادية الوطنية في بريطانيا 3 معايير يجب أن تتوفر لبدء العلاج:
1. نقص شديد في هرمون النمو، بحيث تكون ذروة استجابة هرمون النمو < 9 mU/litre خلال اختبار تحمل الانسولين
2. تدهور في جودة الحياة، ويتم تقييم ذلك من خلال استبيان
3. يتلقون علاجًا لنقص في هرمونات النخامية الأخرى

تكلفة العلاج في البالغين في بريطانيا 3000-4000 جنيه إسترليني سنويًا.

### التأثيرات الجانبية
- صداع
- ألم المفاصل وألم العضلات
- استسقاء، ومتلازمة النفق الرسغي
- ارتفاع بسيط في ضغط الدم
- مشاكل بصرية
- غثيان وتقيؤ
- مذل
- تكوين أجسام مضادة
- تفاعلات في مكان الحقن
- نادرًا، فرط الضغط داخل القحف مجهول السبب.

## المآل

### الأطفال
حين يتم العلاج بهرمون النمو، يبدأ الطفل المصاب بنقص شديد في النمو بسرعة أكبر خلال شهور. في السنة الأولى من العلاج، قد يزيد معدل النمو من نصف سرعة الأطفال الآخرين إلى ضعف سرعة نموهم (مثلا، من 1 بوصة في السنة إلى 4 بوصات). يبطؤ النمو تقليديا في السنوات التالية، ولكنه يظل عادة أسرع من الطبيعي وبذلك خلال عدة سنوات قد ينمو الطفل الذي كان أقل من طوله الطبيعي إلى متوسط الطول الطبيعي.

### البالغون
قد يُحدث العلاج بهرمون النمو عدد من الفوائد الملموسة للبالغين ذوي النقص الشديد، مثل زيادة الطاقة والقوة، وتحسين كثافة العظام. قد تزيد الكتلة العضلية على حساب النسيج الدهني. رغم أن البالغين المصابين بقصور النخامية أظهروا نقصًا في متوسط العمر المتوقع، وزيادة الوفيات ببسبب الأمراض القلبية الوعائية، لم يتضح أن العلاج يحسن من نسبة الوفيات، رغم أن مستوى الشحوم في الدم يتحسن. بالمثل، رغم أن كثافة العظام تتحسن بالعلاج، لم يتحسن معدل حدوث الكسور.

## الانتشار
تبلغ نسبة وقوع نقص هرمون النمو مجهول السبب في الرضع حوالي 1 لكل 3800 مولود حي، وتزيد المعدلات في الأطفال الأكبر سنًا حيث نجا العديد من الأطفال من سرطانات الطفولة التي يتم معالجتها بالعلاج بالأشعة، رغم أن المعدل الدقيق يصعب الحصول عليه.
تبلغ نسبة وقوع نقص هرمون النمو في البالغين حوالي 10 لكل مليون شخص، وتنتج غالبًا عن أورام الغدة النخامية.

## التاريخ
مثل العديد من المصطلحات الطبية الأخرى من القرن الـ19 التي فقدت معناها، مصطلح «قزم» لوصف شخص لديه قصر شديد متناسب اكتسب دلالات ازدراء ولم يعد يستخدم في الإطار الطبي
تشمل الرموز الثقافية الحديثة المصابة بنقص هرمون النمو الممثل والكوميدي آندي ميلوناكيس، الذي يملك مظهر وصوت فتى مراهق رغم أنه في الأربعينات من عمره.

## روابط خارجية
- Growth Hormone Deficiency In Adults The Pituitary Foundation supporting pituitary patients, their families, friends and carers
- Am Assoc Clinical Endocrinologists - practice guidelines and recommendations for diagnosis and treatment of GH deficiency, reflecting standard practice among U.S. endocrinologists